# ターンパイク・レイン駅
座標: 北緯51度35分26秒 西経0度06分12秒 / 北緯51.59056度 西経0.10333度

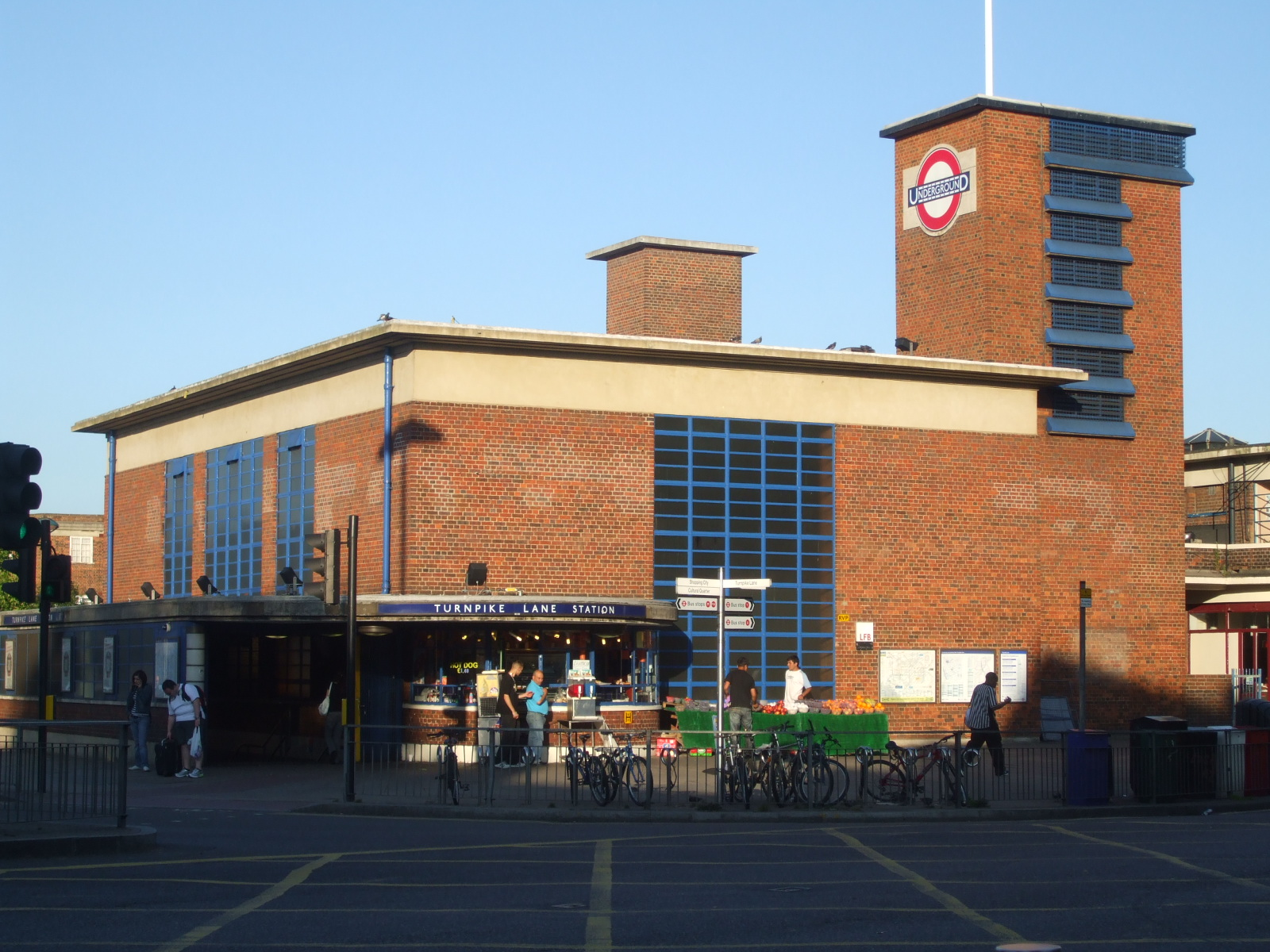
ターンパイク・レイン駅

ターンパイク・レイン駅（ターンパイク・レインえき、英語: Turnpike Lane station）は、ロンドン地下鉄のピカデリー線の駅である。ロンドン北のハーリンゲイ・ロンドン特別区のターンパイク・レインに位置している。トラベルカード・ゾーンは3である。1932年9月19日に開業。

## 隣の駅
ロンドン交通局
ロンドン地下鉄
■ピカデリー線
マナー・ハウス駅 - ターンパイク・レイン駅 - ウッド・グリーン駅

## ギャラリー

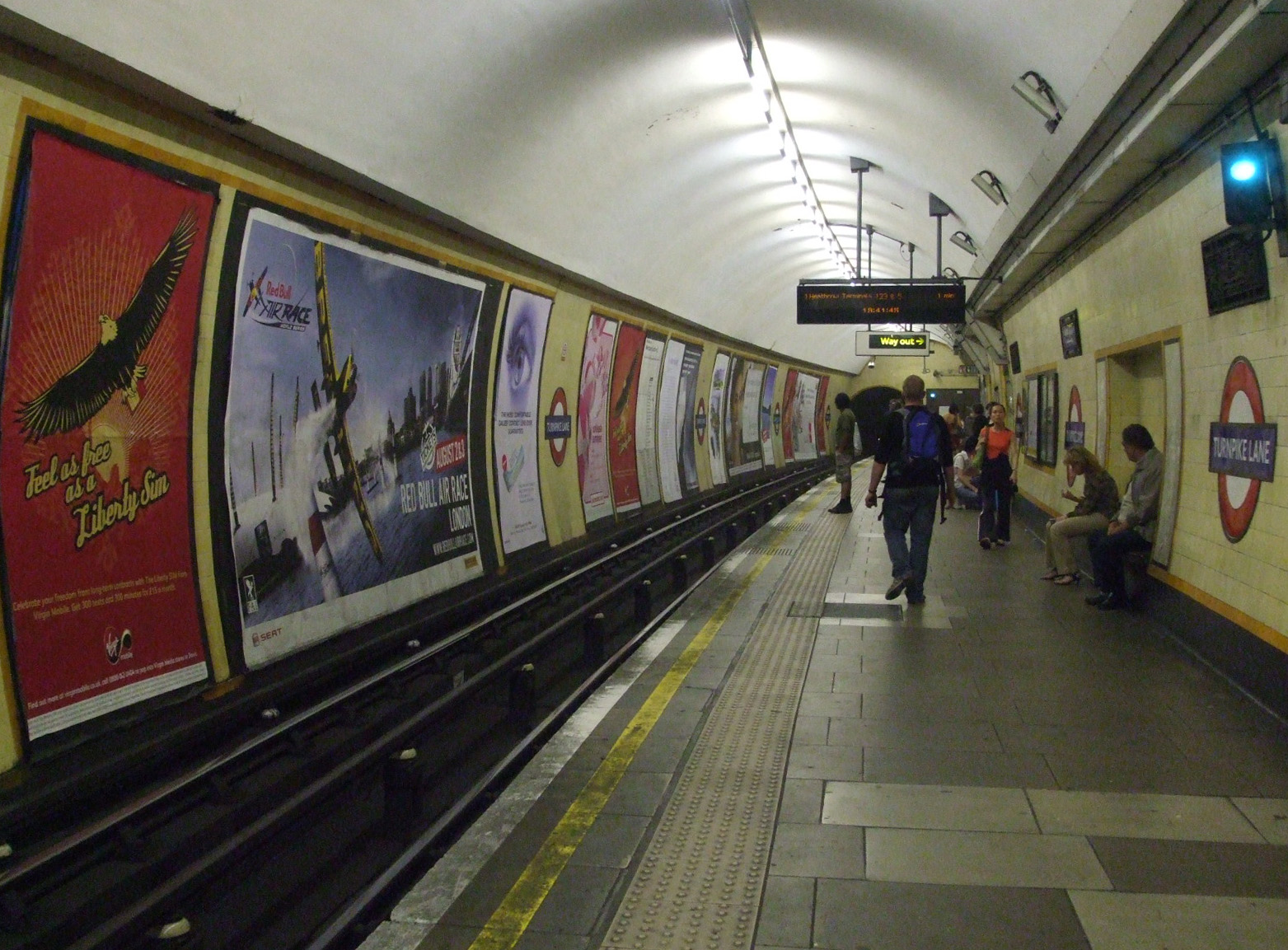
南から西方面のホーム（実際は南方面）を見る
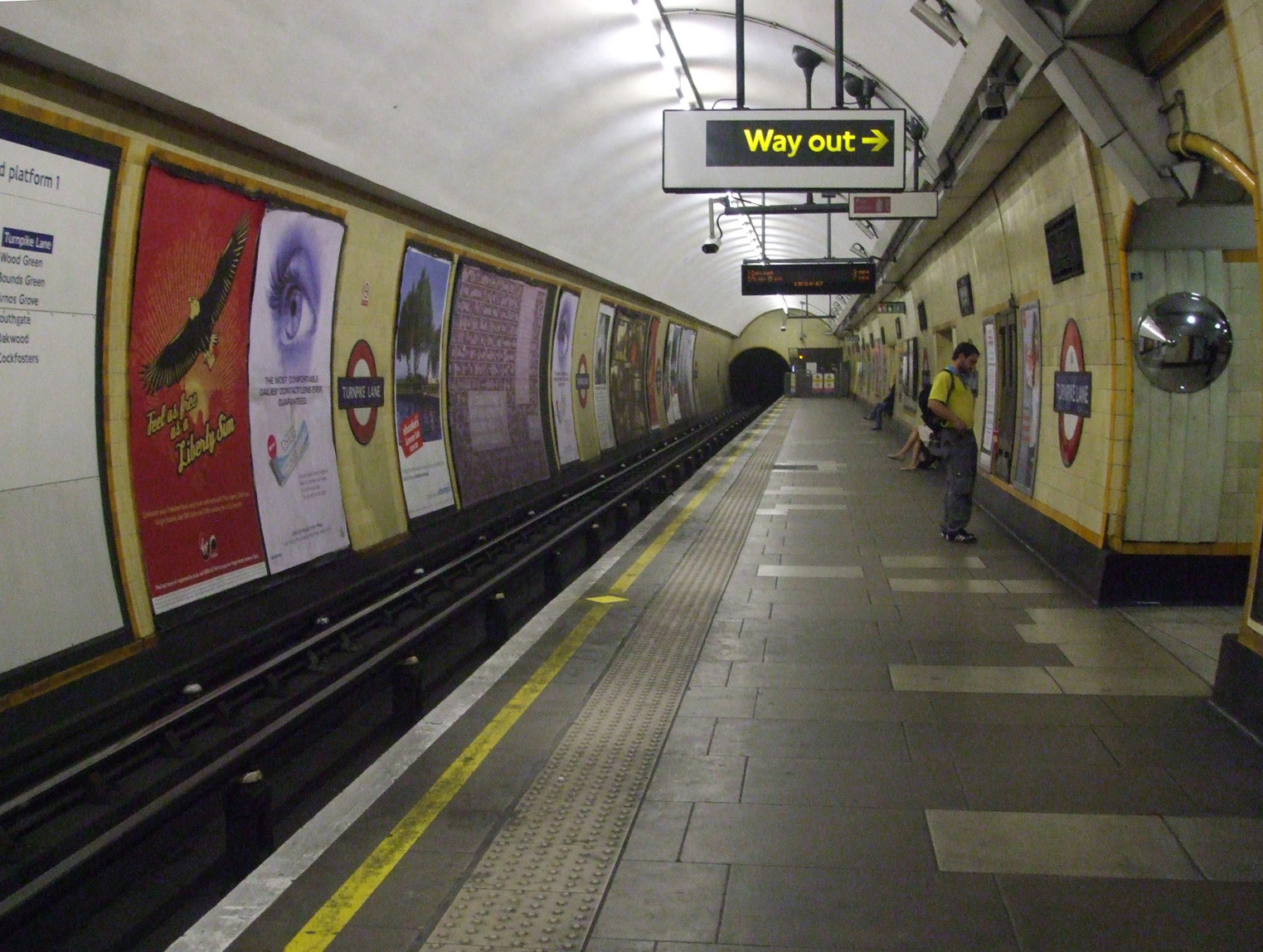
北から東方面のホーム（実際は北方面）を見る
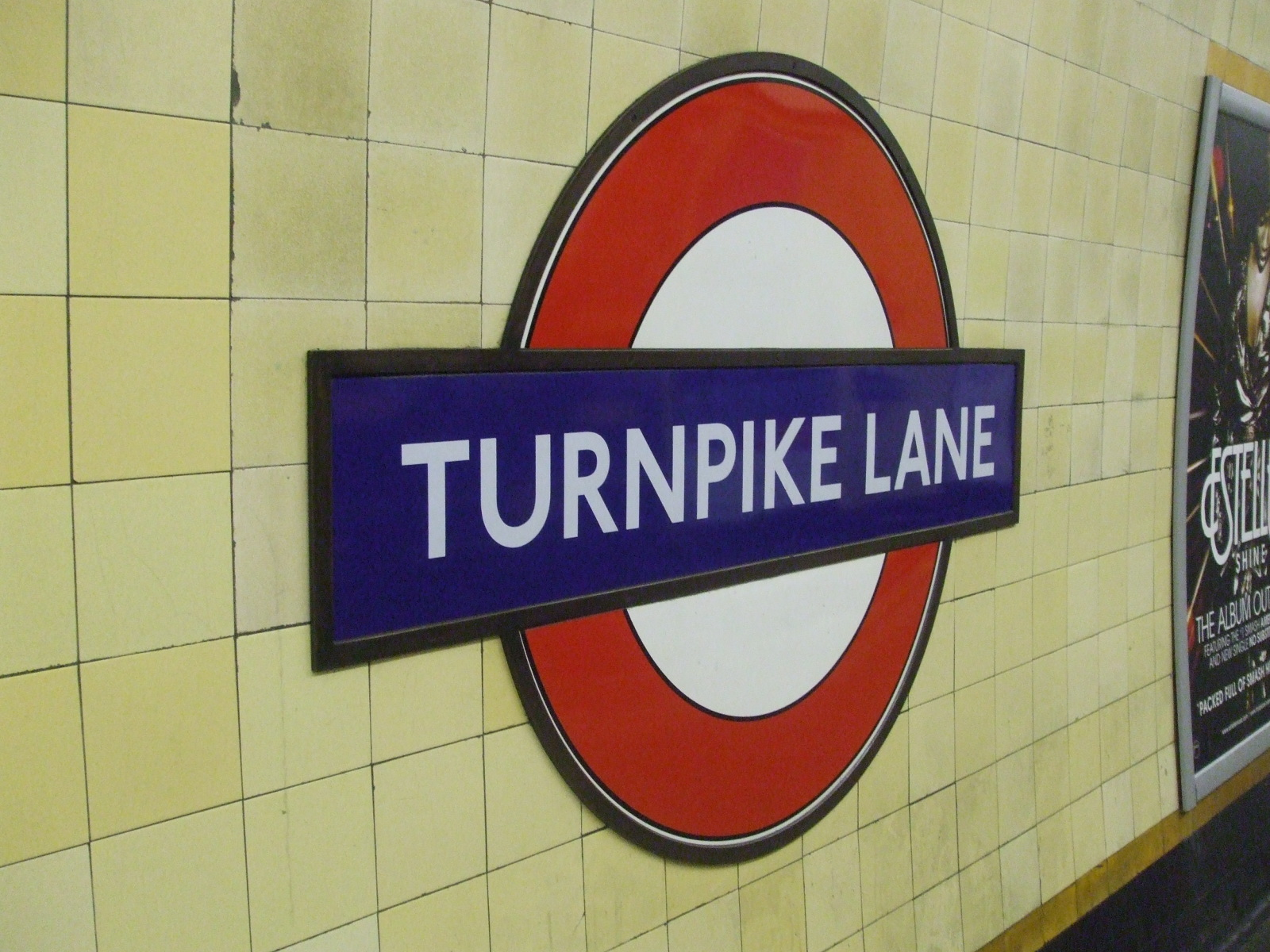
駅のロゴマーク